# دیلن هولمز (فوتبال)
دیلن هولمز (انگلیسی: Dylan Holmes؛ زادهٔ ۲۲ مارس ۱۹۹۷) بازیکن فوتبال اهل استرالیا است.